# بلاك+ديكر

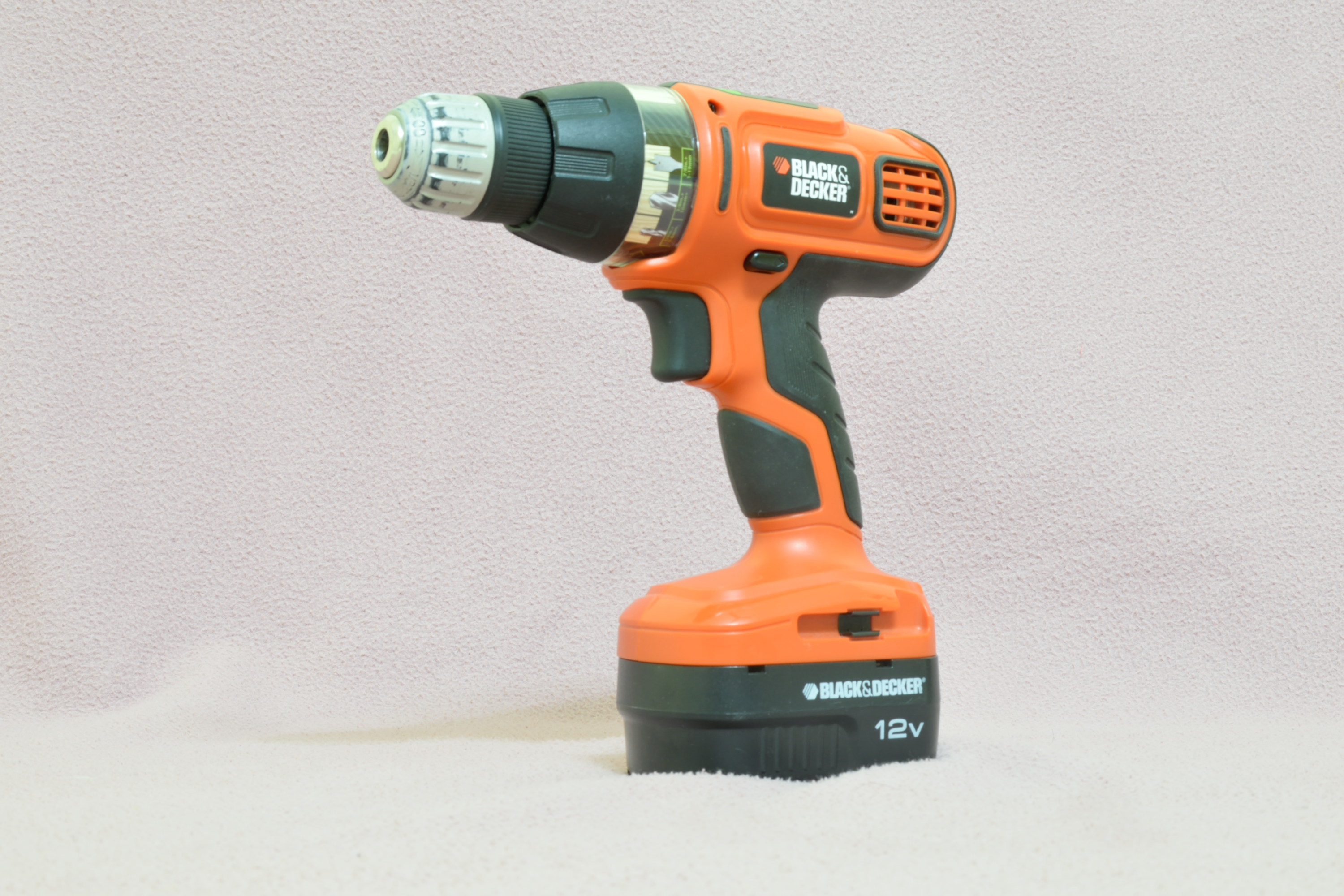
مثقاب لاسلكي من بلاك اند ديكر

شركة بلاك+ديكر (Black+Decker Inc)، هي شركة أمريكية مُصنعة للأدوات الكهربائية، والإكسسوارا، والأجهزة، ومنتجات تحسين المنزل، والأجهزة المنزلية وأنظمة التثبيت، ومقرها في توسون ميريلاند، شمال بالتيمور، حيث تأسست الشركة في الأصل عام 1910. في 12 مارس 2010، اندمجت بلاك وديكر مع ستانلي وورك لتصبح ستانلي بلاك ديكر. تظل كشركة فرعية مملوكة بالكامل لتلك الشركة.

## تاريخ

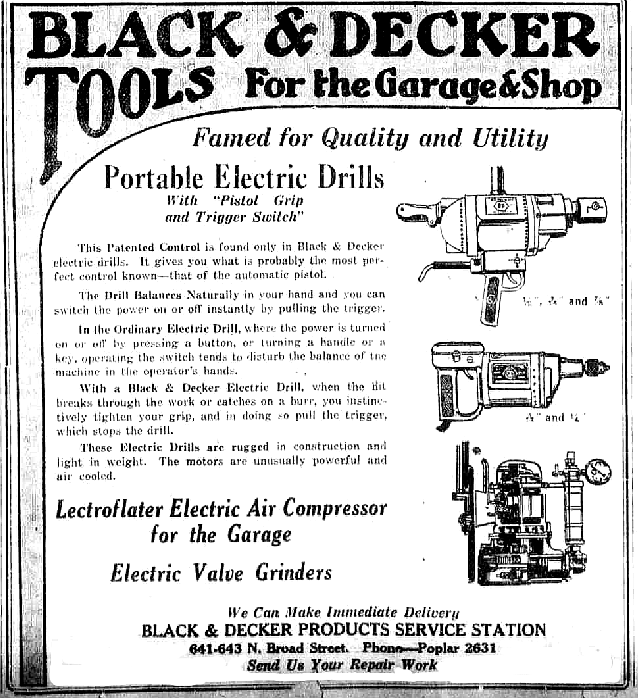
اعلان يعود لعام 1920

## روابط خارجية
- الموقع الرسمي